# Lorenz Koller (Politiker)
Lorenz Koller (* 1958) ist ein Schweizer Politiker (CVP).

## Leben
Der in Herisau aufgewachsene Koller besuchte vier Jahre das Gymnasium, bevor er sich in Gonten, Maienfeld und am Plantahof zum Landwirt ausbilden liess. Danach besuchte er das Technikum im bernischen Zollikofen und war dann während acht Jahren als Ingenieur Agronom in der Fütterungsbranche tätig. Parallel zu seiner beruflichen Tätigkeit absolvierte er das Studium als Betriebsingenieur, welches er erfolgreich abschloss.
Im Jahr 2001 wurde er von der Landsgemeinde als Ständekommissar zum Landeshauptmann und zum Vorsteher des Departements Landwirtschaft und Forst des Kantons Appenzell Innerrhoden gewählt. Er trat 2015 aus gesundheitlichen Gründen zurück.
Koller wohnt in Appenzell.